# 児島惣次郎

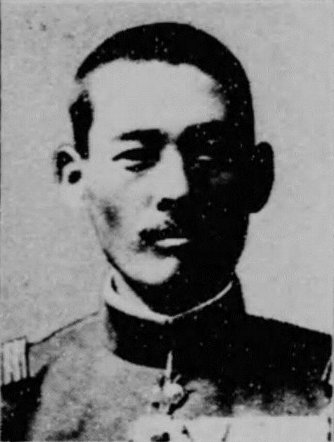
児島惣次郎

児島 惣次郎（こじま そうじろう、1870年1月9日（明治2年12月8日） - 1922年10月18日）は、日本陸軍の軍人。最終階級は陸軍中将。

## 経歴
備前国上道郡八幡村（後の岡山県上道郡宇野村大字八幡、現在の岡山市中区）出身。長野六三郎の三男として生まれ、児島滋胤陸軍少尉の養嗣子となる。陸軍幼年学校を経て、1890年7月、陸軍士官学校（1期）を卒業、 1890年（明治23年）7月29日の官報によると、陸軍士官学校第1期を歩兵科4番/103名で卒業している。翌年3月、歩兵少尉に任官し歩兵第20連隊付となる。陸軍大学校に入校したが、日清戦争に伴い退学し、歩兵第8旅団副官などとして出征。戦後、陸大に復校し、1898年12月に首席で卒業（12期）した。
参謀本部出仕、参謀本部員、ドイツ駐在、ドイツ公使館付武官補佐官、参謀本部員、兼山縣有朋元帥付副官、参謀本部課長、近衛歩兵第3連隊長などを歴任し、1914年8月、陸軍少将に昇進した。
歩兵第30旅団長、陸軍歩兵学校長、参謀本部第4部長などを経て、1918年7月、陸軍中将となった。朝鮮憲兵隊司令官、兼朝鮮総督府警務総長、サガレン州派遣軍司令官、教育総監部本部長などを歴任。1922年5月に陸軍次官となったが、現職で死去した。墓所は多磨霊園(2-1-3-10)。

## 栄典
位階
- 1892年（明治25年）2月3日 - 正八位[3]
- 1909年（明治42年）3月1日 - 従五位[4]
- 1918年（大正7年）8月30日 - 従四位[5]
- 1920年（大正9年）9月10日 - 正四位[6]

勲章
- 1902年（明治35年）5月10日 - 明治三十三年従軍記章[7]
- 1906年（明治39年）4月1日 - 勲四等旭日小綬章・明治三十七八年従軍記章[8]
- 1918年（大正7年）6月29日 - 勲二等瑞宝章[9]

## 親族
- 長男 児島義徳（陸軍大佐）